# Hollis (Maine)
Hollis es un pueblo ubicado en el condado de York en el estado estadounidense de Maine. En el Censo de 2010 tenía una población de 4.281 habitantes y una densidad poblacional de 50,1 personas por km².

## Geografía
Hollis se encuentra ubicado en las coordenadas 43°37′52″N 70°36′52″O / 43.63111, -70.61444. Según la Oficina del Censo de los Estados Unidos, Hollis tiene una superficie total de 85.46 km², de la cual 82.91 km² corresponden a tierra firme y (2.98%) 2.54 km² es agua.

## Demografía
Según el censo de 2010, había 4.281 personas residiendo en Hollis. La densidad de población era de 50,1 hab./km². De los 4.281 habitantes, Hollis estaba compuesto por el 97.9% blancos, el 0.19% eran afroamericanos, el 0.42% eran amerindios, el 0.37% eran asiáticos, el 0% eran isleños del Pacífico, el 0.09% eran de otras razas y el 1.03% pertenecían a dos o más razas. Del total de la población el 0.44% eran hispanos o latinos de cualquier raza.